# Ràbita

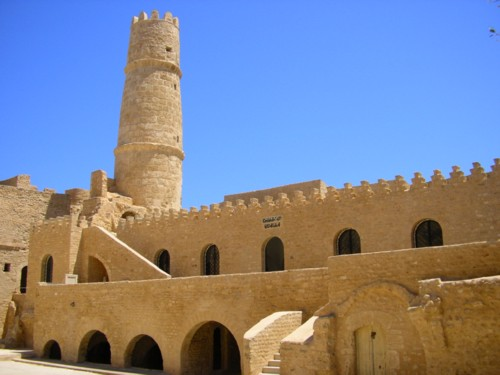
La ràbita de Monastir, a Tunísia

Una ràbita o un ribat (de l'àrab رباط, ribāṭ, ‘fonda’, ‘hostal’) era, en els primers temps de la conquesta musulmana del Magrib, un recinte fortificat (o un bastió a la costa destinat a protegir l'àrea i descoratjar els enemics d'atacar per mar) edificat als confins de les zones frontereres que servia per a protegir les rutes comercials, però també per a difondre l'islam. De mica en mica, a més de funcionar com a allotjaments per als viatgers, aquests fortins es van convertir en refugis per als místics dedicats a l'oració i a l'estudi, però també dels monjos guerrers. En aquest sentit, són potser en l'origen dels primers corrents del sufisme.
La paraula avui dia apareix com a ràbida, ràpita, ràpida o ràvita. Encara que, de vegades, se'ls ha dit ribat, aquest és pròpiament un monestir ocupat per guerrers del gihad, mentre que els defensors de les ràbites eren voluntaris que es rellevaven periòdicament, però portaven una vida ascètica.
A l'Àfrica del Nord, el morabit o marabut, terme que designa indistintament els sants, els caps de tribu i els guaridors populars, és ‘aquell qui viu en una ràbita’.
A l'Àndalus, amb els almoràvits, les ràbites van prendre molta importància com a punts de defensa territorial. A Catalunya, d'acord amb la toponímia, hi havia «ràpites» al Penedès, al Camp de Tarragona, al delta de l'Ebre, al Priorat i a tocar de Balaguer.
Les restes de la ràbita més ben conservada són situades a la Ràpita (la Noguera). Tot i no ser tan espectaculars com les trobades al nord d'Àfrica o bé com les descobertes a les dunes de Guardamar (País Valencià), hi ha una torre de planta rectangular, datada al segle ix i feta amb grans carreus col·locats al llarg i de través. En la base dels murs, té una sabata lleugerament esglaonada, formada per tres filades.
Potser la més coneguda de les ràbites fou la del cap de Gata; a la part atlàntica de l'estret de Gibraltar, destacava la d'al-Tawba ('la Penitència'), situada prop de Huelva a la boca del riu Tinto, on avui dia hi ha el monestir de la Rábida. Als Països Catalans, el nom s'ha conservat a la Ràpita (Montsià). També a Cullera (Ribera Baixa), la partida que es troba prop de la desembocadura del Xúquer pel marge esquerre, s'anomena "la Ràpita".